# Форрест, Джон
Сэр Джон Форрест (22 августа 1847, Банбери, Западная Австралия — 3 сентября 1918, у побережья Сьерра-Леоне) — австралийский путешественник и государственный деятель.

## Биография
Родился в Банбери (Западная Австралия) 22 августа 1847 года.
Работал топографом в колониях Западной Австралии и в 1869 году предпринял своё первое большое путешествие в составе экспедиции, организованной правительством Перта для поисков следов Людвига Лейхгардта.
Во время второго путешествия в 1870—1871 годах Форрест произвёл инструментальную съёмку всего юго-западного побережья Австралии от Перта до Аделаиды.

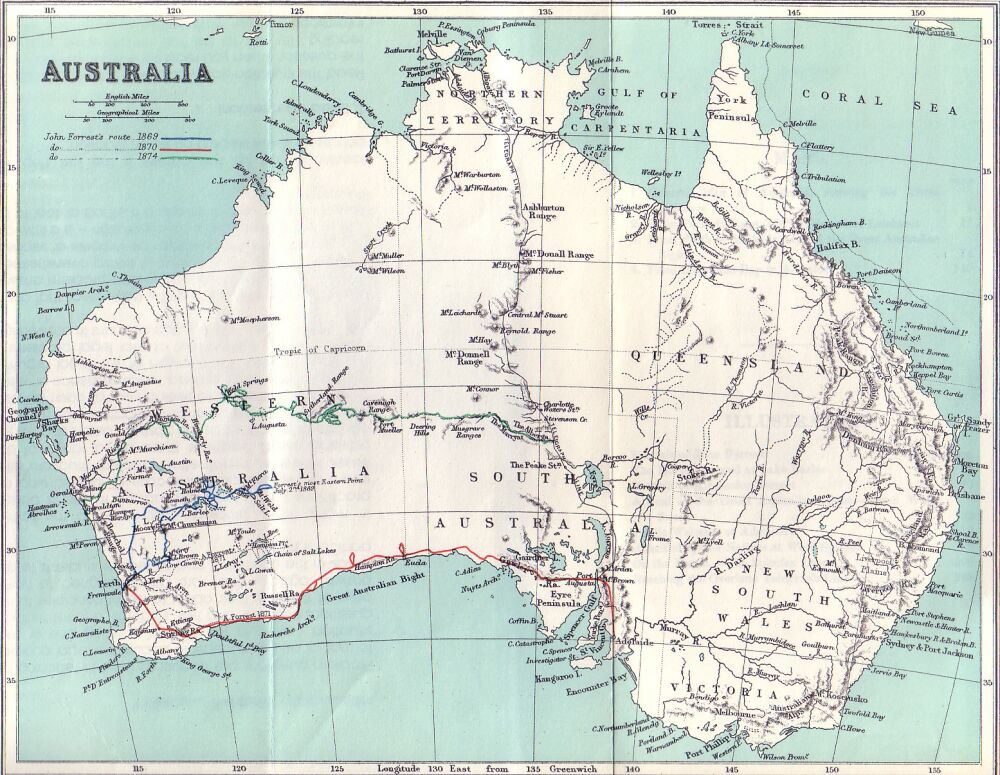
Маршруты экспедиций Форреста

В апреле 1874 года он со своим младшим братом Александром Форрестом отправился от залива Чемпион на восток и, придерживаясь примерно 25°—26° южной широты, достиг хребта Масгрейв, который был описан. В конце сентября братья Форресты вышли к трансконтинентальному телеграфу у станции Пике. Во время этой экспедиции им была пройдена вдоль условная граница между пустынями Гибсона и Большая Виктория.
О своих путешествиях Форрест написал следующие труды:
- «Explorations in Australia, with an appendix on the condition of Western Australia». 1875
- «Notes on the Western Australia». Vol. 1—3. 1883—1885

Последующие годы Форрест посвятил административной и политической деятельности: с 1890 по 1902 годы был премьер-министром Западной Австралии, в 1901 году недолгое время был австралийским генерал-почтмейстером, в 1901—1903 годах занимал должность министра обороны, в 1903—1904 годах был министром внутренних дел Австралии и в 1905—1909, 1913—1914 и 1917—1918 заведовал государственным казначейством. Кроме того, с 1901 года и до самой своей смерти он был членом Австралийского парламента.
6 февраля 1918 года газета the Times сообщила, что сэру Джону Форресту будет пожалован титул барона (англ. Baron Forrest of Bunbury). Несмотря на это, до самой его смерти не было издано патента о пожаловании, поэтому официально титул барон Форрест оф Банбери не существовал.
Джон Форрест умер 3 сентября 1918 года у берегов Сьерра-Леоне, находясь на судне, шедшем из Австралии в Лондон. Похоронен на кладбище Карракатта в городе Перт.